# Карел Черни
Карел Черни (Плзењ, 7. април 1922 — Табор, 5. септембар 2014) био је чешки уметнички директор и сценограф. Освојио је Оскара за најбољу сценографију за филм Амадеус.